# Due anni di concerti
Due anni di concerti è un DVD di Fiorella Mannoia del 2004 pubblicato per la Sony Music, prodotto da Piero Fabrizi. Il materiale è stato registrato presso il Teatro Valli di Reggio Emilia. Due anni di concerti è un dvd di 21 brani con allegato un book fotografico di 80 pagine a colori.

## Tracce
1. Moi, mon âme et ma conscience – 4:22 (Belle du Berry)
2. Boogie – 4:59 (Paolo Conte)
3. Quizas, quizas, quizas – 3:13 (Osvaldo Farrés)
4. Oh che sarà – 4:09 (Chico Buarque De Hollanda, Ivano Fossati)
5. Il culo del mondo – 3:42 (Piero Fabrizi, Anna Lamberti Bocconi, Caetano Veloso)
6. Buontempo – 4:25 (Ivano Fossati)
7. Panama – 6:22 (Ivano Fossati)
8. Come mi vuoi? – 3:43 (Paolo Conte)
9. Señor – 4:49 (Belle du Berry, Paris Combo)
10. Messico e nuvole – 5:56 (Paolo Conte, Vito Pallavicini, Michele Virano)
11. Clandestino – 4:36 (Manu Chao)
12. I treni a vapore – 6:04 (Ivano Fossati)
13. Sulo pe parlà – 2:03 (Pino Daniele)
14. Senza 'e te – 3:32 (Pino Daniele)
15. Non sono un cantautore – 5:48 (Piero Fabrizi)
16. Sally – 5:26 (Vasco Rossi)
17. Metti in circolo il tuo amore – 4:27 (Luciano Ligabue)
18. L'assenza – 4:56 (Piero Fabrizi)
19. Occhi neri – 3:34 (Piero Fabrizi)
20. I dubbi dell'amore – 5:47 (Enrico Ruggeri, Luigi Schiavone)
21. La storia – 3:22 (Francesco De Gregori)

Durata totale: 95:15